# Liste des cavités naturelles les plus longues de Vaucluse
La liste des cavités naturelles les plus longues de Vaucluse recense, sous forme de tableau(x), les cavités souterraines naturelles connues dans ce département français, dont le développement est supérieur ou égal à cent cinquante mètres.
La communauté spéléologique considère qu'une cavité souterraine naturelle n'existe vraiment qu'à partir du moment où elle est « inventée » c'est-à-dire découverte (ou redécouverte), inventoriée, topographiée et publiée. Bien sûr, la réalité physique d'une cavité naturelle est la plupart du temps bien antérieure à sa découverte par l'homme ; cependant tant qu'elle n'est pas explorée, mesurée et révélée, la cavité naturelle n'appartient pas au domaine de la connaissance partagée.
La liste spéléométrique des 26 plus longues cavités naturelles de Vaucluse (≥ cent cinquante mètres) est actualisée à fin décembre 2019.
La plus longue cavité souterraine naturelle répertoriée dans le département de Vaucluse est  « le trou Souffleur », sur la commune de Saint-Christol (cf. ligne 1 du tableau ci-dessous).

## Répartition géographique
| \| Avignon Apt Carpentras \| Répartition géographique des cavités naturelles de Vaucluse. |
| Avignon Apt Carpentras                                                                    |

## Histogramme à 4 classes
| \| Histogramme de la répartition des plus longues cavités naturelles de Vaucluse par classe de développement -- Les 26 cavités citées fin 2019 sont réparties en 4 classes de développement -- \| \| \| \| \| \| \| \| \| \| \| \| \| \| \| classe I >= 5 000 m 2 cavité[s] \| classe II >= 2 000 m et < 5 000 m 2 cavités \| classe III >= 1 500 m et < 2 000 m 2 cavités \| classe IV >= 150 m et < 1 500 m 20 cavités \| \| |                                 |                                             |                                              |                                            |  |
| Le graphique qui aurait dû être présenté ici ne peut pas être affiché car il utilise l'ancienne extension Graph, désactivée pour des questions de sécurité. Des indications pour créer un nouveau graphique avec la nouvelle extension Chart sont disponibles ici . |                                 |                                             |                                              |                                            |  |
| Histogramme de la répartition des plus longues cavités naturelles de Vaucluse par classe de développement -- Les 26 cavités citées fin 2019 sont réparties en 4 classes de développement -- |                                 |                                             |                                              |                                            |  |
| |                                 |                                             |                                              |                                            |  |
| | classe I >= 5 000 m 2 cavité[s] | classe II >= 2 000 m et < 5 000 m 2 cavités | classe III >= 1 500 m et < 2 000 m 2 cavités | classe IV >= 150 m et < 1 500 m 20 cavités |  |

## Cavités de Vaucluse (France) dont le développement est supérieur ou égal à5 000 mètres
2 cavités sont recensées dans cette « classe I » au 31 décembre 2019.
| Réf. | Cavité (autres noms) | Commune        | Massif ou zone   | Coordonnées (WGS 84)        | Développe. (mètres) | Dénivel. (mètres) | Sources ou références                           | Mise à jour |
| ---- | -------------------- | -------------- | ---------------- | --------------------------- | ------------------- | ----------------- | ----------------------------------------------- | ----------- |
| 1    | Trou Souffleur       | Saint-Christol | Plateau d'Albion | 44° 01′ 17″ N, 5° 29′ 31″ E | +010 853, m         | +0921, m          | Spelunca n°37 & Spelunca n°137 & Spelunca n°143 | 2016-11     |
| 2    | Aven Autran          | Saint-Christol | Plateau d'Albion | 44° 02′ 25″ N, 5° 27′ 57″ E | +006 000, m         | +0670, m          | Spéléo Vaucluse                                 | 2000-12     |

## Cavités de Vaucluse (France) dont le développement est compris entre2 000 mètreset4 999 mètres
2 cavités sont recensées dans cette « classe II » au 31 décembre 2019.
| Réf. | Cavité (autres noms)           | Commune        | Massif ou zone   | Coordonnées (WGS 84)        | Développe. (mètres) | Dénivel. (mètres) | Sources ou références          | Mise à jour |
| ---- | ------------------------------ | -------------- | ---------------- | --------------------------- | ------------------- | ----------------- | ------------------------------ | ----------- |
| 3    | Aven Joly                      | Saint-Christol | Plateau d'Albion | 44° 00′ 57″ N, 5° 30′ 03″ E | +002 500, m         | +0465, m          | GSBM                           | 2000-12     |
| 4    | Grotte de Notre-Dame-des-Anges | Malaucène      | Mont Ventoux     | 44° 13′ 10″ N, 5° 10′ 48″ E | +002 410, m         | +0101, m          | Grottocenter & plongeesout.com | 2007-05     |

## Cavités de Vaucluse (France) dont le développement est compris entre1 500 mètreset1 999 mètres
2 cavité sont recensées dans cette « classe III » au 31 décembre 2019.
| Réf. | Cavité (autres noms)   | Commune             | Massif ou zone   | Coordonnées (WGS 84)        | Développe. (mètres) | Dénivel. (mètres) | Sources ou références                        | Mise à jour |
| ---- | ---------------------- | ------------------- | ---------------- | --------------------------- | ------------------- | ----------------- | -------------------------------------------- | ----------- |
| 5    | Aven de la Barthée     | Saint-Christol      | Plateau d'Albion | 44° 02′ 51″ N, 5° 30′ 05″ E | +001 700, m         | +0340, m          | GSBM & ASM                                   | 2016-02     |
| 6    | Grotte de Saint-Eucher | Beaumont-de-Pertuis | Luberon          | 43° 41′ 55″ N, 5° 43′ 10″ E | +001 500, m         | +0040, m          | Spelunca n°105 & Paul Courbon & Grottocenter | 2000-12     |

## Cavités de Vaucluse (France) dont le développement est compris entre150 mètreset1 499 mètres
20 cavités sont recensées dans cette « classe IV » au 31 décembre 2019.
| Réf. | Cavité (autres noms)         | Commune              | Massif ou zone      | Coordonnées (WGS 84)        | Développe. (mètres) | Dénivel. (mètres) | Sources ou références                       | Mise à jour |
| ---- | ---------------------------- | -------------------- | ------------------- | --------------------------- | ------------------- | ----------------- | ------------------------------------------- | ----------- |
| 7    | Aven de Jean Nouveau         | Sault                | Monts de Vaucluse   | 44° 01′ 27″ N, 5° 23′ 14″ E | +001 300, m         | +0578, m          | Spéléo Vaucluse & Grottocenter              | 2000-12     |
| 8    | Aven des Papiers             | Sault                | Monts de Vaucluse   | 44° 01′ 14″ N, 5° 23′ 03″ E | +001 089, m         | +0305, m          | Grottocenter , Spéléo Vaucluse & GSBM       | 2000-12     |
| 9    | Grotte-exsurgence du Régalon | Cheval-Blanc         | Luberon             | 43° 46′ 08″ N, 5° 09′ 32″ E | +000550, m          | NC                | Spéléométrie de la France                   | 2000-12     |
| 10   | Trou du Vent                 | Brantes              | Mont Ventoux        | 44° 10′ 23″ N, 5° 17′ 50″ E | +000525, m          | +0140, m          | Spéléométrie de la France                   | 2000-12     |
| 11   | Aven de Marquisan            | Aurel                | Monts de Vaucluse   | 44° 07′ 32″ N, 5° 26′ 41″ E | +000480, m          | +0079, m          | Grottocenter & Spéléo Vaucluse              | 2000-12     |
| 12   | Fontaine de Vaucluse         | Fontaine-de-Vaucluse | Monts de Vaucluse   | 43° 55′ 04″ N, 5° 07′ 58″ E | +000400, m          | +0315, m          | Grottocenter                                | 2000-12     |
| 13   | Aven Duclos                  | Sault                | Monts de Vaucluse   | 44° 00′ 57″ N, 5° 24′ 25″ E | +000400, m          | +0306, m          | Grottocenter & Spéléo Vaucluse              | 2000-12     |
| 14   | Aven Cassan                  | Lioux                | Monts de Vaucluse   | 44° 01′ 11″ N, 5° 21′ 46″ E | +000300, m          | +0248, m          | Spéléométrie de la France                   | 2000-12     |
| 15   | Aven de la Pourachière       | Villars              | Monts de Vaucluse   | 43° 58′ 35″ N, 5° 27′ 42″ E | +000300, m          | +0223, m          | Grottocenter                                | 2000-12     |
| 16   | Aven des Romanets            | Saint-Saturnin-d'Apt | Monts de Vaucluse   | 43° 57′ 23″ N, 5° 24′ 11″ E | +000300, m          | +0204, m          | Grottocenter & Spéléo Vaucluse              | 2000-12     |
| 17   | Aven du Château              | Saint-Christol       | Plateau d'Albion    | 44° 01′ 43″ N, 5° 29′ 30″ E | +000250, m          | +0090, m          | Spéléométrie de la France & Grottocenter.   | 2010-03     |
| 18   | Aven de la Vipère            | Saint-Christol       | Plateau d'Albion    | 44° 02′ 24″ N, 5° 27′ 47″ E | +000200, m          | +0157, m          | Grottocenter                                | 2000-12     |
| 19   | Aven des Roumanes            | Saint-Saturnin-d'Apt | Monts de Vaucluse   | 43° 58′ 30″ N, 5° 24′ 17″ E | +000200, m          | +0157, m          | Spéléo Vaucluse                             | 2000-12     |
| 20   | Aven de la Rabasse           | Blauvac              | Gorges de la Nesque | 44° 02′ 51″ N, 5° 16′ 47″ E | +000200, m          | +0142, m          | Grottocenter & Spéléo Vaucluse              | 2000-12     |
| 21   | Aven des Teyssonnières       | Saint-Christol       | Plateau d'Albion    |                             | +000200, m          | +0096, m environ  | Spéléométrie de la France                   | 2000-12     |
| 22   | Aven du Grand Guérin         | Monieux              | Monts de Vaucluse   | 44° 02′ 34″ N, 5° 22′ 06″ E | +000150, m environ  | +0117, m          | Spéléo Vaucluse                             | 2000-12     |
| 23   | Aven d’Aurel                 | Aurel                | Monts de Vaucluse   | 44° 07′ 01″ N, 5° 25′ 19″ E | +000150, m environ  | +0106, m          | Spéléo Vaucluse                             | 2000-12     |
| 24   | Aven de Jean Laurent         | Monieux              | Monts de Vaucluse   | 44° 03′ 34″ N, 5° 22′ 31″ E | +000150, m environ  | +0106, m environ  | Spéléo Vaucluse                             | 2000-12     |
| 25   | Aven des Grayets             | Saint-Trinit         | Monts de Vaucluse   | 44° 06′ 50″ N, 5° 27′ 00″ E | +000150, m environ  | +0088, m          | Spéléométrie de la France & SSA             | 2000-12     |
| 26   | Aven de la Carrière Boudin   | Le Thor              | Comtat Venaissin    |                             | +000150, m environ  | NC                | Spéléométrie de la France & Spéléo Vaucluse | 2000-12     |